# Verena Hofer
Verena Hofer (Bressanone, 17 marzo 2001) è una slittinista italiana.

## Biografia
Ai mondiali juniores di Altenberg 2018 ha vinto il bronzo nella gara a squadre con Leon Felderer, Ivan Nagler e Fabian Malleier, mentre a quelli di Innsbruck 2019 ha vinto l'argento nel singolo.
Agli europei di Sankt Moritz 2022 si è classificata 9ª nel singolo.
Ha rappresentato l'Italia ai Giochi olimpici invernali di Pechino 2022, dove si è classificata 13ª nel singolo.

## Palmarès

### Europei
- 2 medaglie:
  - 2 bronzi (gara a squadre ad Innsbruck 2024; gara a squadre a Winterberg 2025).

### Mondiali juniores
- 2 medaglie:
  - 1 argento (singolo ad Innsbruck 2019);
  - 1 bronzo (gara a squadre ad Altenberg 2018).

### Europei juniores
- 5 medaglie:
  - 2 ori (singolo a Sankt Moritz 2019; singolo a Winterberg 2020);
  - 1 argento (gara a squadre a Winterberg 2018);
  - 2 bronzi (singolo a Winterberg 2018; gara a squadre a Sankt Moritz 2019).

### Coppa del Mondo
- Miglior piazzamento in classifica generale nel singolo: 14ª nel 2020/21 e nel 2023/24.
- 3 podi (nelle gare a squadre):
  - 3 terzi posti.

### Coppa del Mondo juniores
- Vincitrice della Coppa del Mondo juniores nel singolo nel 2019/20.

### Coppa del Mondo giovani
- Vincitrice della Coppa del Mondo giovani nel singolo nel 2017/18.